# 沃赞勒科凯
沃赞勒科凯（法語：Vezin-le-Coquet，法語發音：[vəzɛ̃ lə kɔkɛ]）是法国伊勒-维莱讷省的一个市镇，位于该省中部，属于雷恩区和雷恩都会区，其市镇面积为7.86平方公里，2022年1月1日时人口数量为6441人。
沃赞勒科凯是雷恩都会区的组成部分，是雷恩西部近郊的一个卫星城。

## 行政
沃赞勒科凯的邮政编码为35132，INSEE市镇编码为35353。

## 地理

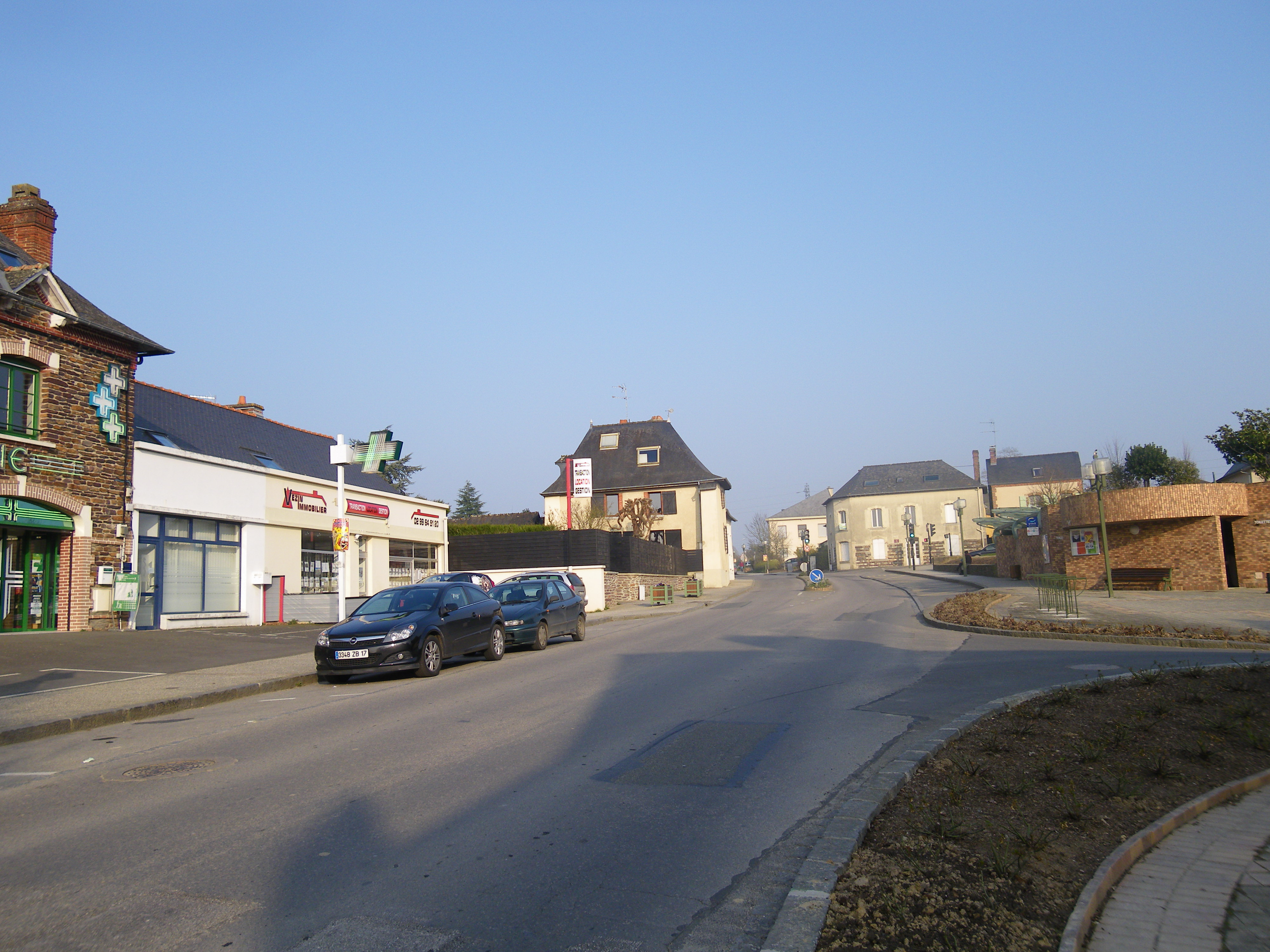
沃赞勒科凯镇中心

沃赞勒科凯（48°7'7"N, 1°45'22"W）位于法国西北部，布列塔尼大区东部和伊勒-维莱讷省中部，距离省会雷恩大约4公里。
与沃赞勒科凯接壤的市镇包括：雷恩、帕塞、勒勒。
沃赞勒科凯境内地形平坦，海拔在21至67米之间。
拉戈桥溪（Ruisseau de Pont-Lagot）自南向北流经境内东部。
按照柯本气候分类法，沃赞勒科凯属于较为典型的温带海洋性气候，全年温差较小，降水分布均匀。

## 交通
法国国道N12线和N24线分别从沃赞勒科凯境内的北侧和南侧过境；伊勒-维莱讷省省道D68线、D125线和D288线在沃赞勒科凯境内交汇。雷恩公交53路、76路和快速153线经过沃赞勒科凯境内并设有站点。

## 政治
现任沃赞勒科凯市长为勒内-弗朗索瓦·乌桑先生（René-François Houssin），他是一名左翼无党派人士。

## 人口
| 年份   | 1936 | 1946 | 1954 | 1962 | 1968  | 1975  | 1982  | 1990  | 1999  | 2006  | 2011  | 2016  | 2017  |
| ------ | ---- | ---- | ---- | ---- | ----- | ----- | ----- | ----- | ----- | ----- | ----- | ----- | ----- |
| 人口數 | 633  | 771  | 797  | 839  | 1,596 | 2,207 | 2,731 | 3,268 | 4,026 | 3,809 | 4,651 | 5,650 | 5,987 |